# Vezet
Vezet är en kommun i departementet Haute-Saône i regionen Bourgogne-Franche-Comté i östra Frankrike. Kommunen ligger i kantonen Fresne-Saint-Mamès som tillhör arrondissementet Vesoul. År 2018 hade Vezet 193 invånare.

## Befolkningsutveckling
Antalet invånare i kommunen Vezet
| Referens: INSEE |